# Lorg
Laurent Gillain (30 april 1956 – 28 november 2022), beter bekend onder diens pseudoniem Lorg, was een Belgisch striptekenaar. Hij is de zoon van Joseph Gillain, die beter bekend is onder zijn pseudoniem Jijé.

## Korte biografie
Nadat Victor Hubinon in 1979 was overleden, verzorgden Jijé (die in 1972 al met Eddy Paape had meegewerkt aan De onzichtbare piraat) samen met zijn zoon Lorg de tekeningen voor de stripreeks Roodbaard (Frans: Barbe-Rouge). Lorg werkte ook mee aan Jijé's laatste Jan Kordaat-album (Jean Valhardi) "Duel der idolen". Ook tekende hij twee vervolgen op het in 1946 door zijn vader getekende stripboek Christophe Colomb, over ontdekkingsreiziger Christoffel Columbus. Dit waren Christophe Colomb - Premier voyage (1992, naar een scenario van Jijé) en Christophe Colomb - La trahison (1993), waarvoor hij tekeningen en scenario verzorgde. De Christophe Colomb-albums werden niet in het Nederlands vertaald.
Hij besloot niet verder te gaan als striptekenaar en werd meubelontwerper bij Eugène Sart in Montauban.
- Bibliothèque nationale de France: cb11913357k (data)
- Gemeinsame Normdatei: 1122865287
- International Standard Name Identifier: 0000 0000 0077 1930
- Nederlandse Thesaurus van Auteursnamen: 074148397
- Virtual International Authority File: 19680660
- WorldCat: E39PBJx8y9hhYhYqd9fkQ8qmh3